# Ghinolfo Dattari
Ghinolfo Dattari (* um 1537 in Bologna; † Mai 1617 ebenda) war ein italienischer Sänger und Komponist.
Über Dattaris Jugend ist nichts überliefert. Ab Februar 1555 hatte er eine Anstellung als Sänger in der Kapelle von San Petronio, der er 62 Jahre lang, bis zu seinem Tode angehörte. Nach dem Tode von Kapellmeister Andrea Rota (1553–1597), bekleidete Dattari 18 Monate lang das Amt des provisorischen Kapellmeisters. Danach war er wieder einfacher Kapellsänger, allerdings wurden seine Bezüge erhöht. In seinem Testament bezeichnete er sich selbst als Musico eccellentissimo.
Von Dattari sind mehrere Sammlungen mehrstimmiger Tanzlieder (Villanellen), in einem schlichten Stil überliefert, der wohl dem Wunsch nach leichter Unterhaltung seiner Auftraggeber, die dem Bologneser Adel angehörten, entgegenkam.

## Werke (Auswahl)
- Canzoni villanesche a 4 voci, dedica alla illustre signora Camilla Gadda delli Elefantuzzi (1564)
- Le villanelle 3–4 stimmig, al molto illustre signor il signor conte Giulio Pepoli signore & padrone mio osservandissimo (Venedig, 1568)
- Mehrere Werke Dattaris wurde in Sammeldrucken seiner Zeit veröffentlicht.